# 10252 Heidigraf
10252 Heidigraf là một tiểu hành tinh vành đai chính. Nó được phát hiện ngày 26 tháng 03 năm 1971 bởi Cornelis Johannes van Houten và Ingrid van Houten-Groeneveld.